# Odontolochus paucus
Odontolochus paucus är en skalbaggsart som beskrevs av Schmidt 1916. Odontolochus paucus ingår i släktet Odontolochus och familjen Aphodiidae. Inga underarter finns listade i Catalogue of Life.